# Dirk Martens (imprimeur)
Pour les articles homonymes, voir Dirk Martens et Martens.
Cet article concerne l'imprimeur flamand. Pour le rédacteur en chef de Spirou, voir Thierry Martens.
Dirk Martens ou Thierry Martens (Theodoricus Martinus), né à Alost en 1446 ou 1447 et mort à Alost le 2 mai 1534, était un imprimeur flamand.

## Biographie
Né dans une famille bourgeoise, Dirk Martens suivit des cours chez l'imprimeur-humaniste Gerardus de Lisa (originaire de la même région que lui) à Trévise, près de Venise. En 1473, Dirk Martens installe son premier atelier à Alost. Cela fut probablement en collaboration avec Johannes van Westfalen. Il est à l'origine du premier atelier typographique du pays.
En 1474, tous deux décident de ne plus coopérer et vont travailler désormais chacun pour soi : Martens à Alost et Johannes van Westfalen à Louvain.
On suppose qu'entre 1475 et 1485, Martens importait des livres d'Espagne. Ensuite, il redevient éditeur à Alost (1486-1492), à Anvers (1492-1497), à Louvain (1498-1501), à nouveau à Anvers (1502-1512) et à nouveau à Louvain (1512-1529).
Il se retire à Alost et y décède en 1534.

## Patrimoine
Lors de la prise d'Alost par les Gueux, quelque cinquante ans après la mort de Martens, la totalité de ses archives ont été détruites par le feu. 
En 2004, la Bibliothèque royale de Belgique a pu acquérir lors d'une vente aux enchères à Londres, pour un peu moins de 100 000 euros, une des premières éditions de Martens, le Praedicamenta d'Aristote. L'ouvrage est conservé à la Réserve précieuse de cette institution.